# ピアノ三重奏曲第1番 (アレンスキー)
アントン・アレンスキーのピアノ三重奏曲第1番ニ短調作品32は、1894年に作曲された室内楽曲。アレンスキーの代表作と評価されている。演奏時間は約28分。

## 概要
ピョートル・チャイコフスキーの創始した亡き芸術家の追悼音楽としてピアノ三重奏曲を作曲するというロシアの伝統に沿った作品。すなわち、チャイコフスキーの『偉大な芸術家の思い出に』がニコライ・ルビンシテイン追悼のために作曲されたのと同様に、本作はサンクトペテルブルク音楽院でチェロを教え、1889年にモスクワで死去した名チェリストカルル・ダヴィドフの追悼のため作曲された。
作曲者とヤン・フジマリー、アナトーリー・ブランドゥコーフが作曲直後に行った自作自演の蝋管録音の第3楽章までの抜粋が残されている（外部リンク参照）。

## 初演
1895年にサンクトペテルブルクにて、作曲者のピアノ、レオポルト・アウアーのヴァイオリン、アレクサンドル・ヴェルジビロヴィチのチェロにより初演。

## 編成
ピアノ、ヴァイオリン、チェロ

## 構成
4楽章から成る。

### 第1楽章 Allegro moderato
ニ短調、4分の4拍子、ソナタ形式。ピアノが三連符の伴奏形を奏す中、ヴァイオリンが哀調のこもった第1主題を弾き始める。チェロが主題を受け、ピアノの動きも慌しくなる。やがて、チェロが幅広い第2主題を奏で、ヴァイオリンがこれに合わせ、一旦結句と成る。展開部は主に第1主題がチェロに現れる副次主題と組み合わされ発展していく。弦のトレモロの激しい動きの後、再現部となる。最後は速度がアダージョとなり、各楽器が主題の断片を繰り返し奏しながら静かに終わる。

### 第2楽章 Scherzo (Allegro molto)
スケルツォ。ニ長調、4分の3拍子、三部形式。ヴァイオリンにフラジオレットとスピッカートを使った主題が現れ3回繰り返される。次に弦のピッツィカートを伴奏にピアノが華麗な動きを見せる。この一連の動きが全部で4回繰り返された後、重音、三連音を使ったスケルツォ主題が弦に登場、ピアノの華麗な動きを挟んで、やはり何度も繰り返される。中間部（変ロ長調）はワルツ風の優雅な動きを見せる。冒頭の主題、スケルツォ主題の順で再現され、最後は主題断片を奏しながら陽気かつ軽妙に終わる。

### 第3楽章 Elegia (Adagio)
エレジーと題された緩徐楽章。ト短調、4分の4拍子、三部形式。ダヴィドフへの追悼の思いが溢れている。弱音器を付けたチェロに悲痛な主題が現れ、ヴァイオリンに受け継がれる。この形が繰り返された後、やや動きのある中間部（ト長調）に入る。弦を伴奏に最初ピアノに主題が登場、次にヴァイオリンが美しく歌う。再現部は主にヴァイオリンが主題を奏し、静かに終わる。

### 第4楽章 Finale (Allegro non troppo)
終曲。ニ短調、4分の3拍子、ロンド形式。冒頭いきなりピアノの強音と弦の細かな動きのロンド主題が呈示され、すぐに変奏される。途中、静まったところでチェロによって奏される抒情的な副次主題が現れるが、すぐにロンド主題の激しい変奏に置き換えられる。やがて、第3楽章の中間部主題が登場、さらに第1楽章第1主題が弦に現れる。再びロンド主題による激しい展開となり、決然と曲を終える。